# Cerny-lès-Bucy
Cerny-lès-Bucy är en kommun i departementet Aisne i regionen Hauts-de-France i norra Frankrike. Kommunen ligger  i kantonen Laon-Nord som ligger i arrondissementet Laon. År 2022 hade Cerny-lès-Bucy 113 invånare.

## Befolkningsutveckling
Antalet invånare i kommunen Cerny-lès-Bucy
Referens: INSEE